# Senza amore
Senza amore (укр. «Без кохання») — пісня та сингл італійського співака і кіноактора Адріано Челентано з альбому «Io non so parlar d'amore» 1999 року.

## Про пісню
Пісня була дев'ятим треком альбому Адріано Челентано «Io non so parlar d'amore» 1999 року, який мав великий успіх, очоливши італійський чарт протягом 1999/00 років. Текст «Senza amore» містив тему любові, як й усі пісні альбому. Пісню, виконану Челентано у ритмічному темпі, у жанрі поп-року, написав композитор Карло Мадзоні. Це була друга співпраця Челентано з Мадзоні, який до цього написав пісню «Cosi come sei» до альбому «Arrivano gli uomini» 1996 року. Аранжування до пісні створив Фіо Дзанотті.

## Оцінки
У 2019 році італійський музичний критик та блогер Ніко Донвіто, який дав високу оцінку альбому «Io non so parlar d'amore», розглядаючи пісню «Senza amore», разом з іншими треками диску («Una rosa pericolosa», «Il sospetto» й «Mi domando»), відмітив, що «у центрі оповідання, як і в найкращих традиціях — стоїть любов, як головний герой». Того ж року, інший театральний та музичний критик, Массіміліано Бенеджі, що також дав високу оцінку альбому, схвально відгукнувся й щодо «Senza amore», яку він назвав «неймовірно успішним синглом».

## Сингл
У 1999 році «Senza amore» була випущена як сингл власним лейблом Челентано, «Clan Celentano», лише в Італії, у форматі CD. Обкладинка синглу, червоного кольору, містила аналогічне, іншим синглам та задній обкладинці альбому, зображення — з фото Челентано, який прикрив рукою своє обличчя. Хоча альбом «Io non so parlar d'amore» і очолив італійський чарт, не існує жодних данних щодо потрапляння «Senza amore», як й усіх синглів альбому, до італійського «топ-100» чарту найкращих синглів.

## Використання
Після виконувалася Челентано лише на його авторському телешоу «Francamente me ne infischio» 1999 року, не увійшла ні до жодної збірки й не був знятий відеокліп.

## Трек-лист
Io non so parlar d'amore
| #  | Назва                       | Автор слів    | Автор музики  | Тривалість |
| -- | --------------------------- | ------------- | ------------- | ---------- |
| 1. | «Senza amore» (Без кохання) | Карло Мадзоні | Карло Мадзоні | 5:00       |

CD-сингл
| #  | Назва                       | Автор слів    | Автор музики  | Тривалість |
| -- | --------------------------- | ------------- | ------------- | ---------- |
| 1. | «Senza amore» (Без кохання) | Карло Мадзоні | Карло Мадзоні | 5:25       |

## Видання синглу
| Назва       | Формат                 | Лейбл          | Маркування | Країна | Рік  |
| ----------- | ---------------------- | -------------- | ---------- | ------ | ---- |
| Senza Amore | CD, Single, Promo, Car | Clan Celentano | PFM 3822   | Італія | 1999 |